# Carlos Montezuma

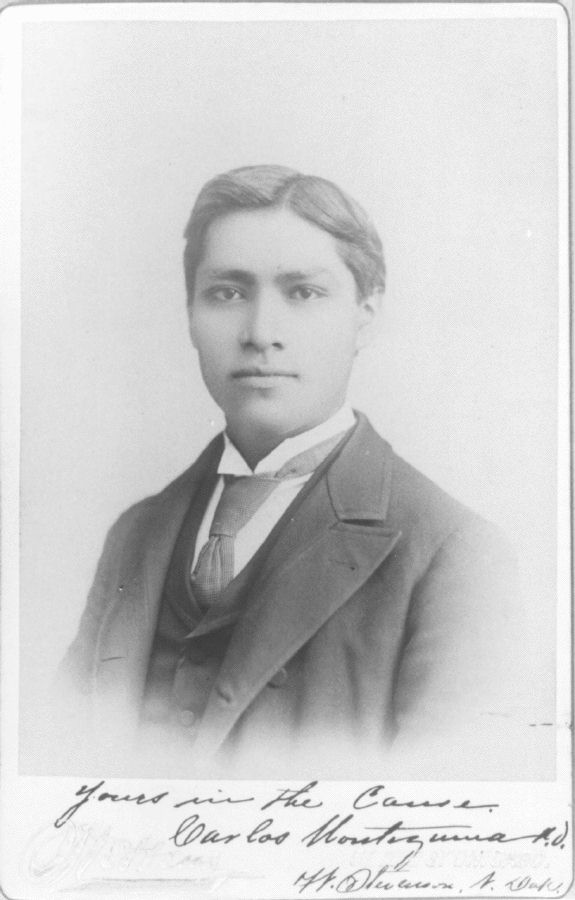
Bác sĩ Carlos Montezuma

Carlos Montezuma hay còn gọi là Wassaja (1866- 1923) là một bác sĩ và là nhà hoạt động xã hội người da đỏ của bộ tộc Apache người sáng lập Đảng xã hội của người da đỏ nhằm đấu tranh cho quyền lợi của người dân bản xứ ở nước Mỹ. Ông được đặt tên là "Wassaja" vì từ nhỏ ông đã bị bắt và bán đi, người chủ của ông đã đặt tên cho ông như vậy. Sau nhiều biến cố của tuổi trẻ cơ cực, cuối cùng thì ông cũng cố gắng đi học ngành Y tại Chicago, ông ra trường với bằng tốt nghiệp loại giỏi và được cấp chứng chỉ hành nghề bác sĩ.
Sau một thời gian hành nghề và nhận thấy sự bất công trong xã hội, đặc biệt là các chính sách phân biệt chủng tộc nặng nề đối với người da đỏ trong xã hội đương thời, bằng những quan hệ xã hội của mình, ông đã tham gia vào đảng phái chính trị qua đó lên tiếng phê phán chính quyền đối với các chính sách phúc lợi xã hội dành cho người bản địa, đòi quyền cho người da đỏ. Bác sĩ Montezuma đã trở nên ốm yếu đi nhiều vào năm 1922, sau đó ông không tham gia nhiều vào các hoạt động chính trị nữa mà quay về quê hương của minh. Ông chết vào năm 1923 vì bệnh viêm phổi và ưược an táng tại Fort McDowell. Cuộc đời và sự nghiệp của ông đã được nhà văn Peter Iverson viết lại vào năm 1982.